# Asynarchus aldinus
Asynarchus aldinus là một loài Trichoptera trong họ Limnephilidae. Chúng phân bố ở miền Tân bắc.